# Joseph Marchand
Joseph Marchand (Passavant, 17 agosto 1803 – Saigon, 30 novembre 1835) è stato un religioso e missionario francese, membro della Società per le missioni estere di Parigi. La Chiesa cattolica lo venera come santo e ne celebra la memoria liturgica il 30 novembre.

## Biografia
Nato a Passavant, nel dipartimento del Doubs, nel 1803, entrò a far parte della rivolta di Lê Văn Khôi, figlio dell'ultimo governatore del Vietnam meridionale Lê Văn Duyệt. Khoi e Marchand promisero di rovescare l'Imperatore Minh Mạng e di sostituirlo con My Duong, figlio del defunto fratello maggiore Minh Mạng Nguyễn Phúc Cảnh, che erano entrambi cattolici. Marchand e Khoi si appellarono ai cattolici al fine di unirsi per rovescare Minh Mạng e rimpiazzarlo. Ben presto prese la Cittadella di Saigon e la rivolta durò due anni.

### Cattura e morte

Esecuzione di Joseph Marchand attraverso il Ling Chi

Fu arrestato nel 1835 a Saigon e martirizzato, essendo stata strappata la sua carne con le pinze seguendo la tecnica del Lingchi.

## Culto
Fu canonizzato da Papa Giovanni Paolo II nel 1988. Viene festeggiato il 30 novembre, e il suo giorno di festa coi Martiri vietnamiti è il 24 novembre.
Dal Martirologio Romano: "Presso Huê in Annamia, ora Viet Nam, san Giuseppe Marchand, sacerdote della Società per le Missioni Estere di Parigi e martire, che fu condannato al supplizio delle cento frustate sotto l'imperatore Minh Ming".